# Lasmiditan
Lasmiditan (COL-144) je lek koji se ispituje za treatman akutne migrene. Njega je otkrila kompanija Eli Lilu, a u razvoju je od strane kompanije CoLucid Farmaceutikal. Klinička ispitivanja faze II za utvrđivanje doze su završena 2007 za intravenoznu, i 2010. za oralnu primenu.

## Mehanizam dejstva
Lasmiditan je agonist serotoninskog receptora koji se, poput neuspešnog LY-334,370, selektivno vezuje za  receptor. Za brojne triptane je pokazano da deluju na ovom tipu receptora, ali je isto tako utvrđeno da je njihov afinitet za  i  odgovoran za njihovu antimigrensku aktivnost. Odsustvo afiniteta za te receptore može da proizvede manji broj nuspojava u pogledu vazokonstrikcije u odnosu sa triptanima. Jedan pregled iz 1998. je izneo da se takve nuspojave retko javljaju kod pacijenata koji koriste triptane.

## Spoljašnje veze
|  | Molimo Vas, obratite pažnju na važno upozorenje u vezi sa temama iz oblasti medicine (zdravlja). |